# مرسدس-بنز دبلیو۲۰۱
مرسدس-بنز دبلیو۲۰۱ (به انگلیسی: Mercedes-Benz W201) خودرویی است که در سال‌های ۱۹۸۲ تا ۱۹۹۳ به تعداد ۱٬۸۷۴٬۶۶۸ دستگاه تولید شده است. طراحی آن موتور جلو-محور عقب است.